# Noussair Mazraoui
Noussair Mazraoui (em árabe: نصير مزراوي; Leiderdorp, 14 de novembro de 1997) é um futebolista marroquino nascido nos Países Baixos que atua como lateral-direito. Atualmente joga no Manchester United e na Seleção do Marrocos.
Mazraoui começou sua carreira no Ajax após ficar dez anos nas categorias de Base do clube de Amsterdã. Lá, obteve muito destaque e venceu seis títulos até sua saída da equipe, em 2022.
Seu demasiado destaque fez com que o jogador fosse comprado pelo Bayern de Munique, além de estar presente no elenco semifinalista da Copa do Mundo de 2022 pelo Marrocos. A Seleção conquistou a quarta colocação no torneio e Noussair, ao retornar para seu país natal, foi condecorado pelo Rei Maomé VI de Marrocos com a Medalha Ouissam Al Arch.

## Carreira pelo clube
Mazraoui cresceu em Alphen aan de Rijn e começou a jogar pelo clube local AVV Alphen aos 4 anos. Mudou-se para o Alphense Boys três anos depois, onde jogou apenas um ano antes de ser convidado para jogar na base do Ajax.
Fez sua estreia profissional no Jong Ajax em 12 de agosto de 2016 pela Eerste Divisie contra o Almere City, substituindo Richairo Živković aos 86 minutos.
Sua passagem no time de Base do Ajax foi contestada pelos treinadores que o comandaram ao longo dos anos. Os comandantes falavam para os diretores que o marroquino devia rumar a outra equipe, mas o, na época, meio-campista permanecia em Amsterdã e dedicava-se nos treinos para ter sua chance no elenco principal em algum momento.

### Ajax
Após passagem pelos times de Base do Ajax, Mazraoui estreou profissionalmente no clube pela Eredivisie de 2017–18 em fevereiro de 2018. Na ocasião, jogou um minuto em uma partida vencida pelo time de Amsterdã diante o NAC Breda.

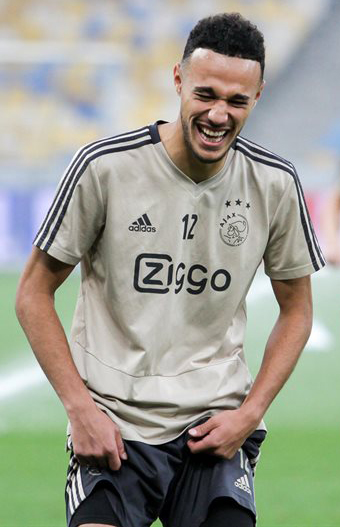
Mazraoui em 2018, pelo Ajax.

Inicialmente, o marroquino atuava pelo meio de campo, tendo sido recuado para posições mais defensivas já no fim da época do seu debut mas intensificou em seu segundo ano de profissional.
Na segunda época, liderados por Erik ten Hag, o time neerlandês conseguiu vencer a Eredivisie e a Copa Nacional na mesma época. Paralelo a isso, o clube eliminava os favoritos na Liga dos Campeões, mas foram impedidos de chegar à decisão graças ao hat-trick de Lucas Moura. O brasileiro estufou as redes três vezes e levou o Tottenham para sua primeira decisão de Champions na história. Assim, mesmo dividindo elenco com as maiores jovens promessas de sua época, Noussair não chegou a sua única final naquela época.
Ao mesmo tempo que a equipe fazia uma grande campanha a nível Continental, o marroquino também performava com singular talento na Eredivisie da época. Mesmo sendo um atleta da defesa, Noussair obteve muito destaque no Campeonato Nacional e desbancou todos os demais jogadores ao vencer o prêmio de Talento do Mês de Novembro de 2018. Em 2019 venceu o prêmio de Talento do Ano do Ajax.

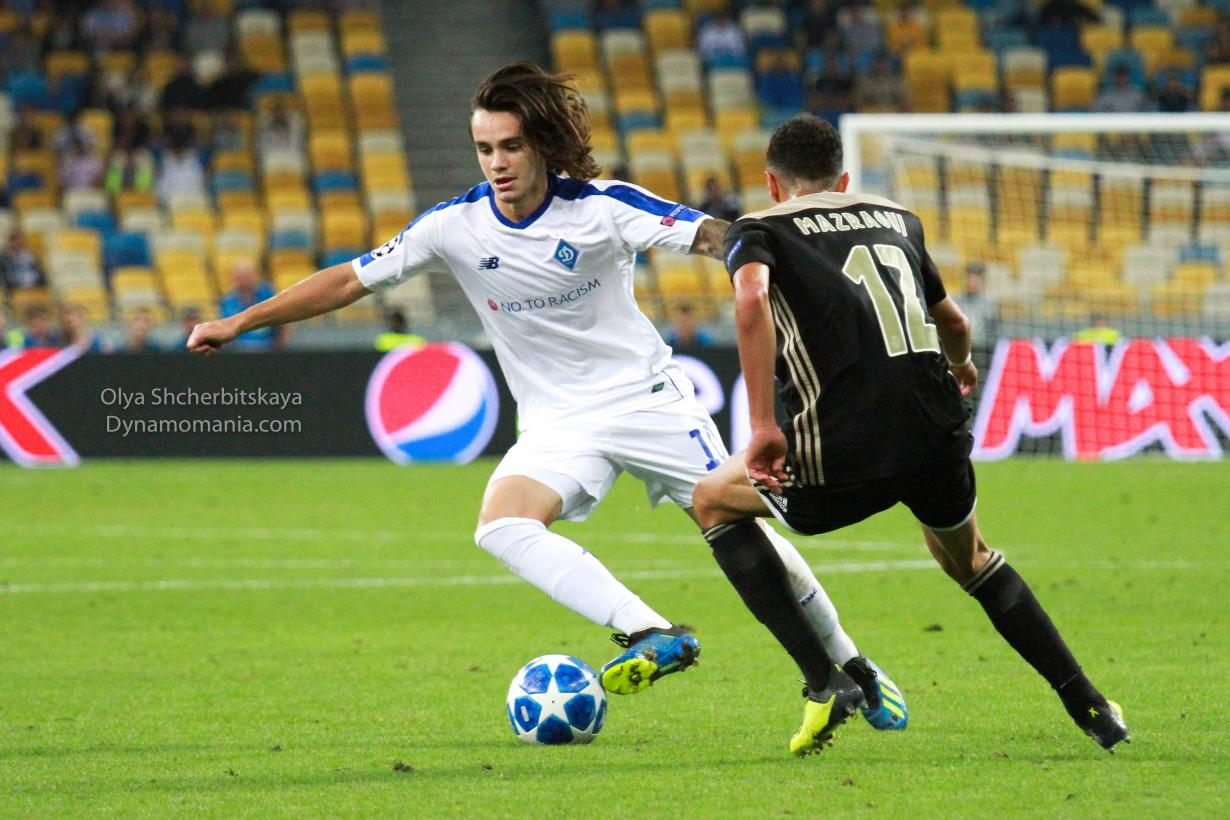
Mazraoui em campo pela Liga dos Campeões em 2018.

Mazraoui continuou na equipe e acumulou outros cinco troféus nacionais, mas não conseguiu repetir o feito na Liga dos Campeões e não conseguiu mais vaga nas semifinais da competição. Ao longo de sua passagem, o defensor também conviveu com algumas lesões; estas que o tiraram de todos os jogos da Liga Europa da UEFA entre 2020 e 2021 e de quase toda campanha vice-campeã do seu clube na Copa KNVB de 2021–22.
No seu último ano com a camisa do time de Amsterdã, o marroquino destacou-se na 20ª rodada da Eredivisie em um clássico diante o PSV. Na partida, que estava empatada em 1 a 1, o jogador recebeu a bola Steven Berghuis na meia-lua e aplicou um forte chute com a canhota. A bola direcionou-se ao gol a uma grande velocidade e estufou a rede da equipe comandada por Roger Schmidt e garantiu a vitória do time do defensor por 2 a 1. Ao fim da temporada, esse tento foi escolhido pelos próprios adeptos do Ajax como o Gol da Temporada.
Após 137 jogos, e 10 gols marcados, o marroquino optou por não renovar seu contrato com o Ajax e deixou o time em maio de 2022 para rumar à Bundesliga.

### Bayern de Munique
Ao assinar com o Bayern de Munique, o jogador iria voltar a dividir o campo com Matthijs de Ligt, o antigo capitão do Ajax. Ambos, então, jogaram a primeira época juntos e venceram a Supercopa da Alemanha de 2022 e a Bundesliga de 2022–23. Apesar do marroquino ter feito menos partidas por conta de uma lesão que o acometeu em janeiro de 2023.
Em sua segunda temporada, o jogador não venceu nenhum título, quebrando uma hegemonia de 11 anos seguidos com o Bayern vencendo o Campeonato Alemão. A equipe também amargou uma eliminação precoce na Copa da Alemanha, quando foram vencidos pelo 1. FC Saarbrücken, que estava na Terceira Divisão Alemã.
A equipe, no entanto, chegou longe na Liga dos Campeões. O clube venceu a maior parte dos jogos, com Mazraoui participando essencialmente como titular, mas tiveram de deixar a competição após o Real Madrid conseguir derrotá-los no último minuto da semifinal.
Nos últimos meses de 2023, o jogador estava com a sua Seleção quando, em suas redes sociais, fizera uma publicação em apoio à Palestina enquanto acontecia mais um dos longos conflitos com Israel. A postagem pedia que Deus ajudasse os "irmãos oprimidos na palestina a alcançar a vitória", além de pedir misericórdia aos mortos e cura aos feridos. Esse post causou incômodo à diretoria do clube Bávaro que marcou uma reunião com o jogador assim que ele retornou ao Continente Europeu. Em nota, o Bayern declarou apoio aos Israelenses ao mesmo tempo que pediu uma coexistência pacífica entre todas as pessoas do Oriente Médio. Posteriormente, Mazraoui falou por intermédio de seu advogado:
| “                                            | A questão é que luto pela paz e pela justiça neste mundo. Isso significa que serei sempre contra todos os tipos de terrorismo, ódio e violência. E mais: não entendo por que é que pensam ao contrário. Pessoas inocentes são mortas todos os dias por causa deste terrível conflito que saiu do controle. Isto é simplesmente desumano. Por fim, queria deixar claro que nunca foi minha intenção, consciente ou inconscientemente, ofender ou magoar alguém. | ” |
| — Mazraoui sobre sua postagem pró-Palestina. | |   |

Mesmo tendo sido contratado para preencher uma lacuna da lateral direita do clube, o jogador sofreu com algumas lesões ao longo de suas duas temporadas iniciais e não chegou a fazer mais do que 19 partidas em nenhuma edição de Bundesliga. Desse modo, o clube da Baviera, que estava disposto a fazer uma renovação do elenco após perderem todos os títulos na temporada 2023–24, aceitou negociar o jogador em definitivo para próxima época.

### Manchester United
No dia 13 de agosto de 2024, Mazraoui foi anunciado como o novo camisa 3 do Manchester United por um valor de 15 milhões de euros. Junto dele, o zagueiro Matthijs de Ligt também foi apresentado como o camisa 4 do clube vermelho. Os dois jogadores viajaram juntos para firmar o seu contrato profissional com os Red Devils e foram vistos treinando com a equipe nesse mesmo dia horas antes.
Mazraoui tornou-se rapidamente titular no clube de Manchester, tendo estreando já na primeira rodada da Premier League de 2024–25. Contudo, o início da época do clube era demasiadamente ruim, já que tinham vencido apenas três partidas de 11 disputadas (em todas as competições). Paralelo a esse começo negativo, em 10 de outubro de 2024, o lateral passou por uma cirurgia por conta de uma arritmia cardíaca, e foi afastado do time inglês para realizar sua recuperação.
Ainda que tivesse passado por tal problema, não se ausentou nos próximos jogos e performou ativamente durante os comandos de Erik ten Hag, Ruud van Nistelrooy e Ruben Amorim, mas desempenhou diferentes funções com estes. Por conta da formação que possuía apenas três zagueiros, Noussair alternou de funções no comando do português, tendo composto a defesa-central em algumas oportunidades, mas sendo utilizado essencialmente como um meia aberto pelo lado direito.
Em 57 partidas, o marroquino não marcou gols e viu a equipe carecer de bons resultados na Premier League, em contrapartida, jogos positivos aconteciam na Liga Europa da UEFA de 2024–25. Contudo, ao chegarem na final sem perder nenhum jogo, foram derrotado pelo Tottenham Hotspur por 1–0. Mazraoui tivera sua posição no 11 inicial muito solidificada ao longo dos jogos, mas a falta de jogos em sua posição de origem trouxe incerteza sobre sua titularidade na época seguinte.

## Seleção Nacional

### Marrocos
Antes de chegar à Seleção Marroquina principal, Mazraoui defendeu o Marrocos Sub-20 e Sub-23 entre 2016 e 2019.
Apesar de ter sido convocado para jogar um amistoso contra a Ucrânia em maio de 2018, só entrou em campo pela primeira vez em setembro daquele mesmo ano. Na ocasião, estreou em um jogo contra o Malaui pelas Eliminatórias da Copa Africana de Nações de 2019.
Após a classificação, Mazraoui esteve em campo em uma campanha regular de seu país. O jogador fizera três partidas, onde venceu as duas primeiras, mas deixou a competição após o Benin vencê-los nas penalidades.
Após essa eliminação, Noussair continuou tendo algumas oportunidades na Seleção, tendo marcado seu primeiro gol em novembro, quando venceram a Seleção Burundinesa de Futebol por 3 a 0. Contudo, deixou de fazer parte do elenco no decorrer de 2020 e só teve uma nova oportunidade em um amistoso em setembro de 2022, quando foi titular em uma vitória de 2 a 0 diante o Chile.

### Copa do Mundo de 2022
Após ser um jogador frequentemente convocado para os últimos amistoso antes da Copa do Mundo, o jogador esteve na competição que estreou em dezembro de 2022. O jogador entrou em campo pela primeira vez na Copa contra a Croácia, atual vice-campeã, e ajudou a segurar um empate sem gols contra os europeus. Ao fim da Fase de Grupos, os africanos passaram e deixara o Canadá e a Bélgica para trás.
Nas oitavas de final, jogou 82 minutos contra a Espanha, e teve de sair antes do fim do jogo por conta de uma lesão no quadril. Os marroquinos eliminaram os espanhóis nos pênaltis e se classificaram às quartas, onde eliminaram Portugal sem o defensor em campo.
O atleta retornou a campo na semifinal, onde enfrentariam a atual campeã França. Noussair jogou o primeiro tempo, e viu Theo Hernández abrir o placar logo aos cinco minutos. Ao retornar para o segundo tempo, o defensor não fizera mais do que um minuto em campo e teve de sair por conta de uma lesão muscular que o impediu de jogar o jogo seguinte. Kolo Muani marcou o segundo tento dos franceses no segundo tempo e levou os europeus a a sua segunda final consecutiva, já os Marroquinos, que faziam a melhor campanha de uma seleção africana na história, teve de disputar o terceiro lugar contra os croatas.
Mazraoui não entrou em campo na disputa de terceiro lugar e viu seus compatriotas brigarem pelo bronze desde o começo do jogo. Os croatas abriram o placar com Joško Gvardiol aos sete minutos, mas Achraf Dari empatou o jogo dois minutos depois. No entanto, os croatas garantiram o pódio com Mislav Oršić estufando as redes pela última vez no fim do primeiro tempo.
Mesmo sem ter conseguido nenhuma medalha na competição, os jogadores fizeram história. Nenhum time africano ou árabe tinha conseguido ir tão longe em uma Copa do Mundo e, ao chegarem em seu país natal, foram recebidos com uma festa pelos marroquinos. O Rei Maomé VI de Marrocos condecorou os membros da comissão técnica e os jogadores com a Medalha Ouissam Al Arch.

## Prêmios

### Clube
Ajax 
- Eredivisie: 2018–19, 2020–21, 2021–22
- Copa KNVB: 2018–19, 2020–21
- Escudo Johan Cruyff: 2019

Bayern de Munique
- Supercopa da Alemanha: 2022
- Bundesliga: 2022–23

### Prêmios individuais
- Talento do mês da Eredivisie: novembro de 2018[11]
- Talento do ano do AFC Ajax: 2019[12]
- Gol da Temporada do Ajax 2021–22[16]

### Condecorações
- Medalha Ouissam Al Arch (3ª Classe)[6]